# Terastia egialealis
Terastia egialealis är en fjärilsart som beskrevs av Walker 1859. Terastia egialealis ingår i släktet Terastia och familjen Crambidae. Inga underarter finns listade i Catalogue of Life.

## Bildgalleri

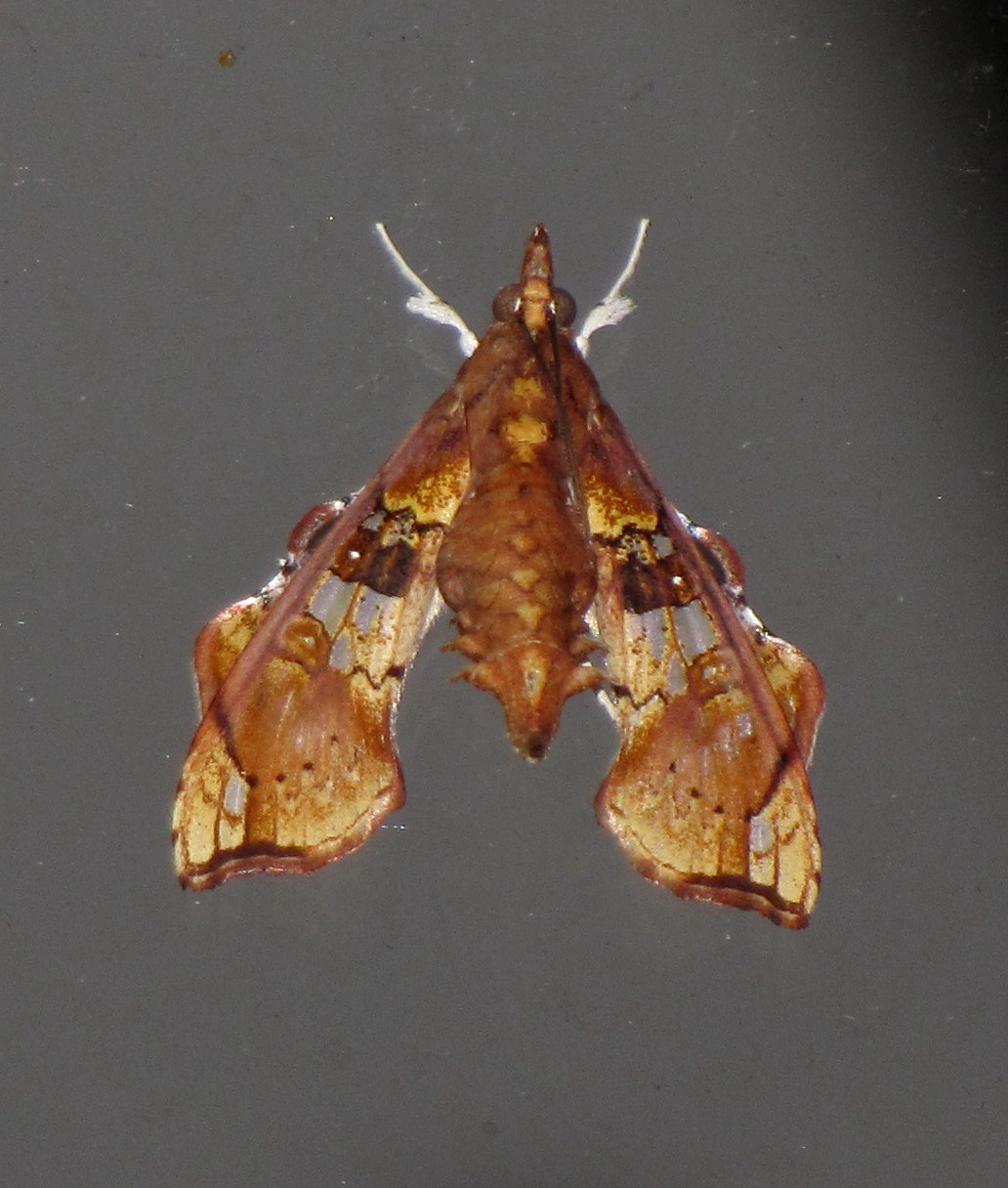